# Landsorganisationen i Sverige
La Landsorganisationen i Sverige (abbreviato spesso come LO, in italiano Confederazione dei sindacati svedesi) è la principale organizzazione sindacale della Svezia.
Fa parte della Confederazione sindacale internazionale e della Confederazione europea dei sindacati.

## Descrizione
Fondata nel 1898 da oltre una decina di sindacati del mondo operaio, rivendicò in poco tempo molte delle iniziative europee dell'epoca.
Un'importante tappa nella storia del sindacalismo svedese è rappresentata dall'accordo di Saltsjöbad del 1938, in cui si stabiliva tra le altre cose che la contrattazione e la definizione delle regole del mondo del lavoro dovesse avvenire senza l'intervento del governo nazionale, ma semplicemente tra le parti sociali direttamente coinvolte. Nel 2022 tale accordo generale è stato rinnovato.
La confederazione si è avvalsa di vari quotidiani anche acquistati direttamente dalla stessa insieme al Partito Socialdemocratico, come ad esempio l'Aftonbladet (acquistato nel 1956).
Nel contribuire a plasmare il "modello svedese", la confederazione si è posta storicamente 5 punti programmatici ben precisi:
1. Piena occupazione
2. Politiche attive per il mercato del lavoro, con continua formazione delle persone
3. Alto assegno di disoccupazione
4. Forte tutela degli occupati
5. Contratti collettivi che valgono in tutto il paese e per un intero settore

Nei tempi attuali la confederazione rappresenta circa 2 milioni di lavoratori svedesi ed è composta da circa 15 sigle sindacali specializzate. Dal 2020 la direttrice è Susanna Gideonsson.